# Diritti civili
I diritti civili sono l'insieme delle libertà e delle prerogative garantite alle persone fisiche; la loro violazione può comportare grandi problemi morali alla comunità e alle persone stesse. 
Non riguardano solo il singolo individuo, ma possono estendersi alle organizzazioni di cui il cittadino fa parte (per esempio, le associazioni, anche politiche). Possono configurarsi quindi come tutele basilari della persona, garantite, oggi, in primo luogo dalla Costituzione e disciplinate successivamente dalla legge.

## Storia
La prima attestazione di una legge che sancisse un diritto fondamentale, nello specifico inerente alla libertà di culto, è forse il dodicesimo editto su pietra di Ashoka, che risale al 250 a.C. ca. e recita:
I diritti politici attivi e passivi sono riconosciuti invece ai soli cittadini.

## Diritti civili e diritti umani
I diritti civili, secondo una diversa impostazione, invece, si distinguono dai diritti umani, i quali soli vengono considerati attribuzioni universali che prescindono dalla cittadinanza o dalla legge nazionale. In tale impostazione, i diritti civili possono essere estesi dalla legge ai non cittadini che si trovano nei confini territoriali di uno Stato, mentre i diritti naturali o i diritti umani appartengono a tutti gli esseri umani, a prescindere dal territorio in cui si trovino.

Per esempio, il filosofo John Locke sosteneva che i diritti naturali della vita, della libertà e della proprietà debbano essere tramutati in diritti civili e protetti dallo stato sovrano tra gli aspetti del contratto sociale. Altri hanno sostenuto che le persone acquisiscano diritti come un dono inalienabile dalla divinità o da un'era precedente a quella della formazione dei governi.

## Nel mondo

### In Italia
Nella costituzione italiana i diritti civili fondamentali sono espressi negli articoli che vanno dal 13 al 28 (Rapporti civili) e sono implicitamente riconosciuti nei Principi fondamentali. Rientrano tra i diritti civili la libertà di manifestare le proprie idee, senza timore di incorrere in sanzioni o, peggio, di subire maltrattamenti.

L'articolo 21, in particolare, tutela la libertà di pensiero e di opinione come uno dei diritti civili e politici del cittadino, stabilendo che tutti, senza discriminanti, "hanno diritto di manifestare liberamente il loro pensiero con la parola, lo scritto e ogni altro mezzo di diffusione."